# Joan III de Vilamarí
Joan de Vilamarí (? - ?, 1479), noble i militar català del llinatge de Vilamarí. Fou almirall de l'Armada Reial del rei d'Aragó i Procurador reial de Menorca.

## Orígens familiars
Probablement fou fill de Pere de Vilamarí, senyor de Boadella, i d'Agnès. Succeí el seu oncle, Bernat I de Vilamarí, en la senyoria de Palau-saverdera.

## Biografia

### Alfons el Magnànim
Patró de galeres per Alfons V d'Aragó el «Magnànim», fou nomenat procurador reial de Menorca obtenint el 1440 possessions a Ciutadella i altres llocs (1440). A la mort del rei Alfons serví inicialment el fill d'aquest. Ferran I de Nàpols, però passà després a servir Joan II d'Aragó «el Sense Fe» juntament amb el seu oncle, capità general de l'Armada Reial.

### Guerra Civil Catalana
El 1463, després de morir el seu oncle l'Almirall Bernat I de Vilamarí, el rei Joan II d'Aragó el va nomenar successor com a Almirall (Capità General de l'armada), en plena guerra civil catalana; així mateix el nomenà lloctinent dels comtats del Rosselló i Cerdanya quan fossin recuperats. Amb l'Armada Reial dirigí el setge d'Amposta (1465-66), però fracassà en l'ajut que per mar volia prestar a la guarnició reial de Girona. El rei li donà la vila de Palamós, que erigí en baronia el 1466. Fet capità i alcaid de Bosa el 1467, li fou constituïda la baronia de Bosa i la Planargia el 1468.

### Revolta de Sardenya
Durant la Revolta de Sardenya anà a l'illa per tal de socórrer el lloctinent Nicolau Carròs d'Arborea i de Mur, contra Lleonard II d'Alagó i Arborea, a qui capturà el 1478 i portà a Sicília, i després davant el rei, que envià el pres al Castell de Xàtiva.

### Servei a la República de Florència
Passà després a servir a la República de Florència, i com a capità general li fou encarregada la recuperació de Còrsega el 1479.